# Hunnu Air
Hunnu Air (mongolisch Хүннү Эйр, bis 2013 Mongolian Airlines) ist eine mongolische Fluggesellschaft mit Sitz in Ulaanbaatar und Basis auf dem Chinggis Khaan International Airport.

## Geschichte
Hunnu Air wurde 1956 unter dem Namen „Monnis Air Service Company“ gegründet. Sie hat bis Mitte 2011 nur landwirtschaftliche Nutzflüge mit Maschinen des Modells Antonow An-2 durchgeführt. Seitdem flog die Gesellschaft unter dem Namen Mongolian Airlines vornehmlich im nationalen und internationalen Linienverkehr.
Aufgrund von Namensstreitigkeiten mit der staatlichen MIAT Mongolian Airlines wurde der Name der Fluggesellschaft zum 18. Mai 2013 geändert.
Am 24. Januar 2025 gab Herr Munkhjargal Purevjal, CEO von Hunnu Air LLC, bekannt, dass die Fluggesellschaft einen Leasingvertrag für zwei Embraer E195-E2-Flugzeuge unterzeichnet hat. Die Flugzeuge werden im April bzw. Oktober 2025 direkt vom Hersteller an Hunnu Air ausgeliefert. Die Fluggesellschaft hatte am 19. April 2025 ihr erstes brandneues Düsenflugzeug vom Typ E195/E2 aus der Embraer-E-Jet-Familie erhalten. Das zweite soll im Oktober 2025 ausgeliefert werden. Damit kann Hunnu Air ihre Passagierkapazität erhöhen und ihr Flugangebot erweitern. Die modernen E195-E2-Flugzeuge sind zudem mit modernsten Sicherheitssystemen ausgestattet.

## Flugziele
Hunnu Air bedient nationale Ziele in der Mongolei sowie internationale Strecken nach Almaty, Hailar, Manzhouli und Peking.

## Flotte

### Aktuelle Flotte
Mit Stand August 2025 besteht die Flotte der Hunnu Air aus vier Flugzeugen mit einem Durchschnittsalter von 11,8 Jahren:
| Flugzeugtyp             | Anzahl | bestellt | Anmerkungen                      | Sitzplätze | Durchschnittsalter |
| ----------------------- | ------ | -------- | -------------------------------- | ---------- | ------------------ |
| ATR 42-500              | 1      |          |                                  |            | 19,8 Jahre         |
| Embraer ERJ-190         | 2      |          |                                  | 98         | 13,6 Jahre         |
| Embraer 195-E2          | 1      |          |                                  | 110        | 0,4 Jahre          |
| Cessna SkyCourier       |        | 2        | Auslieferung Anfang 2026 geplant |            |                    |
| Cessna Grand Caravan EX |        | 1        | Auslieferung Anfang 2026 geplant |            |                    |
| Gesamt                  | 4      | 3        |                                  |            |                    |

### Ehemalige Flotte
- Airbus A319-100[7]
- Fokker 50[10]